# 247-й отдельный зенитный артиллерийский дивизион
247-й отдельный зенитный артиллерийский дивизион — воинское подразделение вооружённых сил СССР в Великой Отечественной войне.

## История
В составе действующей армии с 22 июня 1941 года по 31 января 1943 года.
Входил в состав ПВО страны, тем не менее до начала войны был передан в подчинение 11-й армии РККА и придан 29-му Литовскому территориальному корпусу, следовательно на 22 июня 1941 года располагался в Вильнюсе.
Вероятно, отступал на Невель вместе с управлением корпуса, и по выходе к 10 июля 1941 года вновь поступил в распоряжение ПВО страны и был переброшен под Москву.
Уже с середины июля 1941 года обеспечивал прикрытие воздушного пространства над Электросталью и Ногинском, и в первый же налёт люфтваффе на Москву в ночь с 21 на 22 июля 1941 года огнём дивизиона были сбиты два He-111. Там же дивизион располагался до января 1943 года.
31 января 1943 года был обращён на формирование 347-го зенитного артиллерийского полка.

### Подчинение
| Дата            | Фронт (округ)            | Армия                          | Корпус | Дивизия | Бригада | Примечания                          |
| --------------- | ------------------------ | ------------------------------ | ------ | ------- | ------- | ----------------------------------- |
| 22.06.1941 года | Северо-Западный фронт    | 11-я армия                     | -      | -       | -       | -                                   |
| 01.07.1941 года | Северо-Западный фронт    | -                              | -      | -       | -       | -                                   |
| 10.07.1941 года | Северо-Западный фронт    | -                              | -      | -       | -       | -                                   |
| 01.08.1941 года | -                        | -                              | -      | -       | -       | данных нет, находился в ПВО страны  |
| 01.09.1941 года | -                        | -                              | -      | -       | -       | данных нет, находился в ПВО страны- |
| 01.10.1941 года | -                        | -                              | -      | -       | -       | данных нет, находился в ПВО страны  |
| 01.11.1941 года | -                        | -                              | -      | -       | -       | данных нет, находился в ПВО страны  |
| 01.12.1941 года | -                        | -                              | -      | -       | -       | данных нет, находился в ПВО страны  |
| 01.01.1942 года | Московский военный округ | Московский корпусной район ПВО | -      | -       | -       | -                                   |
| 01.02.1942 года | Московский военный округ | Московский корпусной район ПВО | -      | -       | -       | -                                   |
| 01.03.1942 года | Московский военный округ | Московский корпусной район ПВО | -      | -       | -       | -                                   |
| 01.04.1942 года | Московский военный округ | Московский корпусной район ПВО | -      | -       | -       | -                                   |
| 01.02.1942 года | Московский фронт ПВО     | -                              | -      | -       | -       | -                                   |
| 01.03.1942 года | Московский фронт ПВО     | -                              | -      | -       | -       | -                                   |
| 01.04.1942 года | Московский фронт ПВО     | -                              | -      | -       | -       | -                                   |
| 01.05.1942 года | Московский фронт ПВО     | -                              | -      | -       | -       | -                                   |
| 01.06.1942 года | Московский фронт ПВО     | -                              | -      | -       | -       | -                                   |
| 01.07.1942 года | Московский фронт ПВО     | -                              | -      | -       | -       | -                                   |
| 01.08.1942 года | Московский фронт ПВО     | -                              | -      | -       | -       | -                                   |
| 01.09.1942 года | Московский фронт ПВО     | -                              | -      | -       | -       | -                                   |
| 01.10.1942 года | Московский фронт ПВО     | -                              | -      | -       | -       | -                                   |
| 01.11.1942 года | Московский фронт ПВО     | -                              | -      | -       | -       | -                                   |
| 01.12.1942 года | Московский фронт ПВО     | -                              | -      | -       | -       | -                                   |